# Иудейская эсхатология

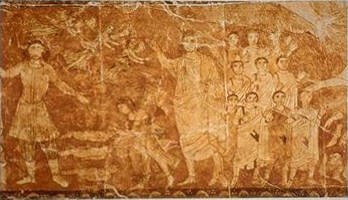
Воскресение мёртвых. Фреска из синагоги Дура-Европос, III век

Иудейская эсхатология описывает события, которые произойдут в конце дней согласно еврейской Библии и еврейской религии.
Эти события включают в себя собрание диаспоры, пришествие еврейского Мессии, загробную жизнь и возрождение мертвых праведников. В иудаизме время окончания обычно называют «концом дней» (др.-евр. אחרית הימים‬), фраза, которая встречается в Танахе несколько раз. Конец света называется также «Концом Дней», «Днем Господа», «Днем Гнева Господня» и просто «Днем» (книга Амоса).
Идея мессианского века занимает видное место в еврейской мысли.
Иудаизм обращается к «последним временам» в Книге Даниила и многих других пророческих отрывках в еврейских писаниях, а также в Талмуде, в частности в трактате Авода Зара.
Иудейская эсхатология проходит в Библии длительную эволюцию — от неконцептуализированных периферийных представлений в древнейший период до одной из центральной идей еврейского религиозного сознания в эпоху Второго храма.

## Развитие

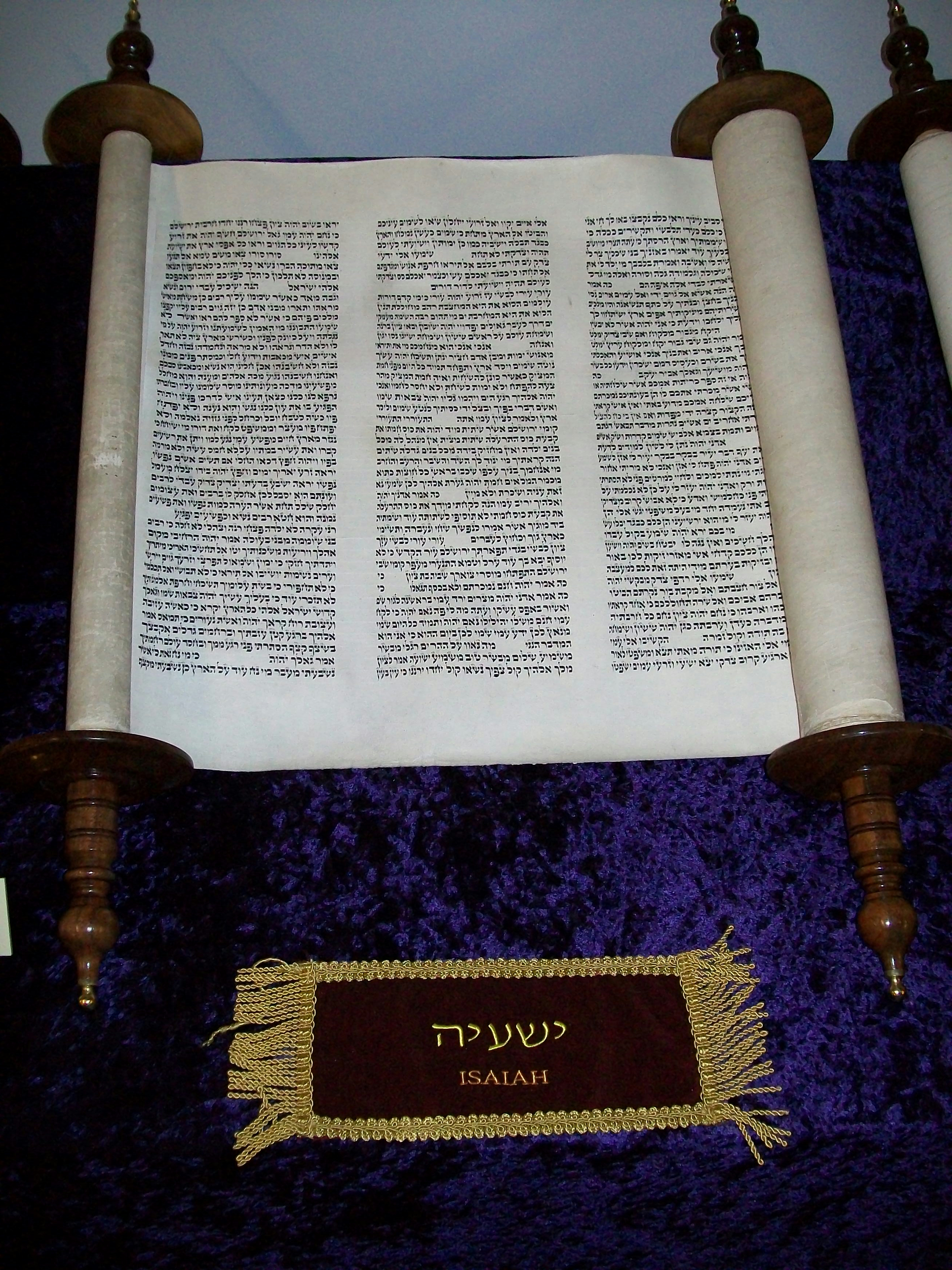
Книга пророка Исаии

В ветхозаветный период еврейская мифология почти не проявляла интереса к индивидуальной эсхатологии. Загробная участь представлялась как полунебытие в шеоле, без радостей и острых мучений (ср. Аид у Гомера), в окончательной отлучённости от Бога (Пс. 6, 6; 87/88, 11 и др.). В эллинистическую эпоху возникает представление, ещё долго вызывавшее споры иудейских теологов, о воскрешении мёртвых и суде над ними, в результате которого праведные будут приняты в царство Мессии, а грешные отвергнуты. Здесь, однако, речь шла не о рае или аде для отрешённой от тела души, а о преображении всего мира, блаженстве или погибели для души, воссоединившейся с телом. Впоследствии, под влиянием христианства и ислама внимание переносится на немедленную посмертную участь души, отходящей или к престолу Бога, или в ад, хотя представление о страшном суде в конце времён остаётся. Детализация системы наказаний в аду, совершенно чуждая Библии и слабо разработанная в талмудическо-мидрашистской литературе, была в полной мере развёрнута только в конце Средневековья («Розга наставления»).
Р. Зейнер, исследователь восточных религий, писал о прямом влиянии зороастризма на еврейские эсхатологические мифы, особенно на концепцию воскрешения мёртвых с наградой для праведников и наказанием для грешников. По мнению Джозефа Кэмпбелла, из зороастризма заимствована еврейская идея линейной истории. Согласно зороастризму, нынешний мир испорчен и должен быть улучшен действиями человека. Мирча Элиаде отмечал, что еврейская мифология рассматривает исторические события как эпизоды непрерывного Божественного откровения. Причём эти события не являются повторением друг друга. Каждое из них представляет собой новое деяние Бога. Элиаде считал, что евреи имели концепцию линейного времени ещё до их контакта с зороастризмом, но соглашался с Зейнером, что зороастризм повлиял на еврейскую эсхатологию. Согласно Элиаде, заимствованные элементы включают этический дуализм, миф о Мессии и «оптимистическую эсхатологию, провозглашающую конечный триумф добра».

## Апокрифы
Религиозная литература периода за два века до разрушения Второго храма и до 70 года столетие связывала будущий триумф Бога и его справедливости с серией событий, которые должны этому предшествовать, в первую очередь — правление Мессии.
В этот период вместо традиционного представления о шеоле (обитель мертвых) приходит идея ада (гехинном (геенна), где грешники несут наказание, и рая (Эдемского сада) для праведников.
Авторы апокалипсических произведений приводят различные методы подсчета времени прихода Мессии.
Опираясь на Иех. 38:1—39:20, апокалиптические произведения представляли войны, которые будут предшествовать приходу Мессии, как войну Бога против сил зла — Гога и Магога под началом как Сатаны, Блияала (др.-евр. בליעל‬) и т. п.
Время с начала эсхатологического вмешательства Бога делится на две части — олам ха-зе («этот мир») и олам ха-ба («грядущий мир», мессианская эра).
Вера в полное воздаяние в этой жизни сменяется верой в полное воздаяние только после смерти, в олам ха-ба, что связано с верой в Воскресение из мёртвых в «день Господа». Впервые эта мысль выражена в книге Дан. 12:12, и позднее широко распространилась в апокалиптической литературе, например в II Макк. 7:9, 11, 14, 23; 12:43; 14:46; Юб. 23:30; IV Эз. 7:29-33, и др.

## Талмуд
Эсхатология Талмуда и Мидраша основывается на Танахе, и очень близка апокрифической эсхатологии. Талмуд и Мидраш различают между «временем Мессии» (переходный период) и «олам ха-ба».
Времена Мессии продлятся 40, 70, 365 или 400 лет. В поздней барайте утверждается, что мир будет существовать шесть тысяч лет, из которых две тысячи составит мессианская эра. Точное число — 14 день месяца нисан.
Попытки установить время прихода Мессии в иудаизме осуждаются: «Пусть сгниют кости тех, кто высчитывает время конца. Ибо они говорят: раз подошло время, и он не пришел, он не придет никогда» (Санх. 97б).

## Каббала
Согласно Каббале душа делится на 3 части: нефеш (низшая часть души), руах и нешама (высшая часть души).
- Нефеш остается в могиле и несет наказание за проступки после первого суда (хиббут ха-кевер или дин ха-кевер («суд могилы»).
- Руах («дух») также подлежит наказанию за грехи, но через 12 месяцев он вступает в «нижний» Эдем,
- Нешама согласно книге Зохар не может быть грешной, и возвращается в «горний Эдемский сад», Црор ха-хаим.

Каббалистические писатели видели в грядущем искуплении возврат к совершенству, которое было утеряно после грехопадения Адама и Евы; оно зависит от поведения народа Израиля.
Искупление означает конец пребывания Шхины в изгнании и восстановление Божественного единства, когда поток Божественного влияния навечно объединит все миры, а скрытые тайны Торы будут открыты
Каббалисты верили в физическое воскресение из мертвых.